# الظهر (المحويت)

تعديل مصدري - تعديل

الظهر هي إحدى قرى عزلة طحــامــة بمديرية المحويت التابعة لمحافظة المحويت، بلغ تعداد سكانها 171 نسمة حسب تعداد اليمن لعام 2004.